# Benicull de Xúquer
Benicull de Xúquer è un comune spagnolo di 993 abitanti situato nella comunità autonoma Valenciana. Il municipio è stato creato nel 2003 staccandosi da Polinyà de Xúquer.